# Приспособленность
Приспособленность — способность к размножению особей с определённым генотипом. В моделях популяционной генетики приспособленность обозначают как {\displaystyle w}. Понятие приспособленности является центральным в эволюционной теории.
Если генетические различия влияют на приспособленность, частоты генотипов будут меняться в ряду поколений, и менее приспособленные генотипы будут элиминироваться в результате естественного отбора.
Приспособленность отдельной особи проявляется через её фенотип. Так как фенотип особи определяется генотипом и средой, приспособленность различных особей с одним и тем же генотипом может различаться в зависимости от условий жизни. Однако, поскольку приспособленность является средней величиной, она отражает результаты размножения всех особей с данным генотипом. Основной мерой приспособленности особи может являться её плодовитость.
Так как приспособленность является мерой количества копий генов в следующем поколении, то для особи возможны различные стратегии её максимизации. Например, особи может быть «выгодно» как размножаться самой, так и помогать размножаться своим родственникам, несущим такие же или близкие копии генов. Отбор, способствующий такому поведению, называется групповой или кин-отбор (англ. kin selection).
Исследовано, что при существенном численном превосходстве, например, 99 к 1, менее приспособленные особи могут получить преимущество, перед более сильным видом, если первые успели занять определённую нишу. Это способствует генетической вариабельности и позволяет не самым удачным генам передаваться в следующие поколения.

## Меры приспособленности
Различают абсолютную и относительную приспособленность.
Абсолютная приспособленность ({\displaystyle w_{\mathrm {abs} }}) генотипа определяется как отношение числа особей с данным генотипом после и до начала отбора. Оно вычисляется для одного поколения и может выражаться абсолютным числом или частотой. Если приспособленность больше 1.0, частота генотипа увеличивается, отношение меньше 1.0 показывает, что частота генотипа уменьшается.
Абсолютная приспособленность генотипа может также выражаться произведением доли выживших организмов на среднюю плодовитость.
Относительная приспособленность выражается средним числом выживших потомков данного генотипа по сравнению со средним числом выживших потомков конкурирующих генотипов в одном поколении. То есть один из генотипов принимают за {\displaystyle w=1} и по отношению к нему измеряют приспособленность других генотипов. При этом относительная приспособленность может иметь любое неотрицательное значение.

## Приспособленность и репродуктивный успех
В ряде случаев выбор самок основывается на признаках, связанных с общей приспособленностью самцов. Так у бабочек Colias (С. eurytheme и С. philodice) самки выбирают самцов на основании кинетики полёта. Предпочитаемые самцы достигают наибольшего успеха в спаривании и, по-видимому, обладают также наилучшей способностью к полёту (Watt et al., 1986). У лягушки Physalaemus pustalosus в Панаме самки предпочитают определённый тип звуковых сигналов. Издающие такие крики самцы имеют больше шансов на спаривание. Эти успешно спаривающиеся самцы, кроме того, старше и крупнее, так что в этом случае, так же как и у бабочек Colias, по-видимому, играет роль приспособленность (Ryan, 1980; 1983; 1985).
В то же время считается, что обширный класс демонстрационных признаков самцов, не даёт своим обладателям никаких преимуществ и даже может оказывать пагубное воздействие на их жизнеспособность. Например, принято считать, что длинные хвосты у самцов некоторых райских птиц снижают их приспособленность. Брачные призывы самцов панамских лягушек повышают вероятность уничтожения их хищниками — летучими мышами (Trachops cirrhosus) (Tuttle, Ryan, 1981).

## История
Британский социолог Герберт Спенсер использовал фразу «survival of the fittest» (выживание наиболее приспособленных) в своей работе Социальная статика (Social Statics, 1851) и позже использовал её для характеристики естественного отбора. Британский биолог Д. Холдейн первым количественно охарактеризовал приспособленность в цикле работ связавших дарвиновскую теорию эволюции и учение Грегора Менделя о наследственности—Математическая теория естественного и искусственного отбора (A Mathematical Theory of Natural and Artificial Selection, 1924).
Дальнейшее развитие было связано с введением У. Гамильтоном концепции совокупной приспособленности в работе Генетическая эволюция социального поведения (The genetical Evolution of Social Behavior, 1964).